# Mario Leitgeb
Mario Leitgeb (ur. 30 czerwca 1988 w Grazu) – austriacki piłkarz, występujący na pozycji defensywnego pomocnika, może też grać jako obrońca. Od 2017 zawodnik klubu Wolfsberger AC.

## Kariera klubowa

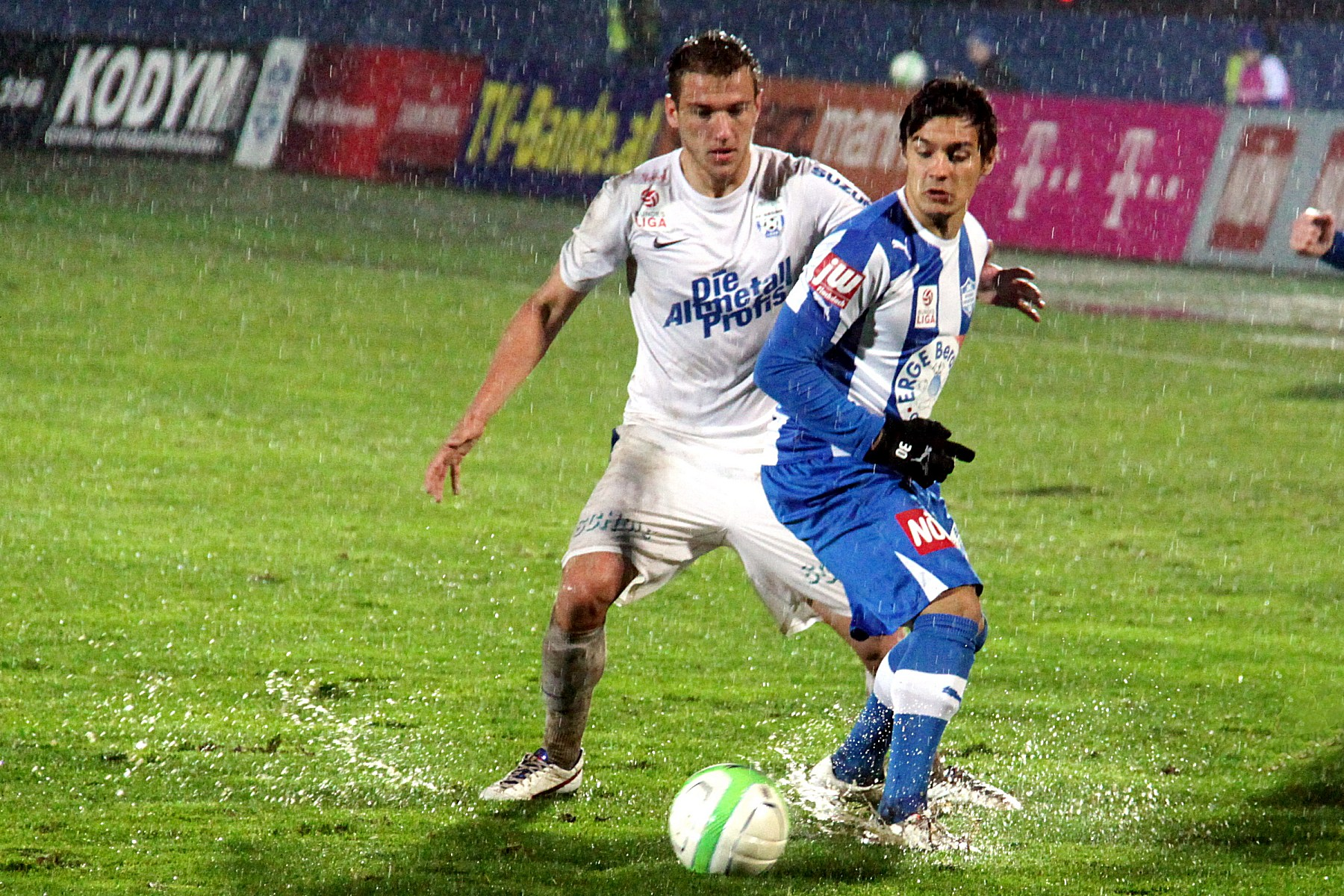
Leitgeb (w białej koszulce) w meczu przeciw SC Wiener Neustadt (2013)

Leitgeb treningi rozpoczął w Grazu w zespole SK Sturm Graz, w rezerwach tegoż klubu grał amatorsko. 25 czerwca 2008 r. przeniósł się do SC Austrii Lustenau, gdzie 11 lipca zadebiutował w pierwszej lidze austriackiej w przegranym 2:0 meczu przeciwko SV Grödig. Mecz później, grając 18 lipca przeciw FC Gratkorn, w 90 minucie pierwszy raz umieścił piłkę w siatce, lecz był to gol samobójczy. Jego pierwszy gol zaliczony własnej drużynie miał miejsce w pucharze Austrii 14 sierpnia 2008 r. przeciw FC Wels, w 36 minucie meczu, który jego drużyna przegrała w wyniku konkursu karnych. Wraz z Austrią Lustenau w sezonie 2010/2011 pierwszy raz doszedł do finału krajowego pucharu, grając 29 maja 2011 r. w przegranym 2:0 meczu z SV Ried.
W przerwie zimowej sezonu 2011/12 przeniósł się do Grazer AK, występującego w o klasę niżej, w Regionallidze. Zadebiutował tam 20 kwietnia 2012 r. w przegranym meczu przeciw FC Wels, wchodząc w 46 minucie za Mario Steinera i zdobywając 2 gole. Jednak ponieważ drużynie tej nie udało się wywalczyć awansu, z końcem sezonu powrócił do pierwszej ligi austriackiej, zmieniając klub na SV Grödig. Klub ten wygrał swą ligę w sezonie 2012/2013 i awansował do Bundesligi. W najwyższej klasie rozgrywek Leitgeb zadebiutował 28 lipca 2013 r. wychodząc w podstawowym składzie przeciwko SK Sturm Graz. Pierwszego gola w tej klasie rozgrywek strzelił 3 sierpnia tegoż roku w 42 minucie meczu przeciw Admirze Wacker Mödling.
12 czerwca 2014 r. podpisał trzyletni kontrakt z Austrią Wiedeń, odchodząc za 300 tys. euro odstępnego. W barwach tego klubu zagrał, po raz drugi w swej karierze, 3 czerwca 2015 r. w meczu finałowym pucharu Austrii, przegranym po dogrywce na rzecz FC Salzburg.
Z końcem stycznia 2016 miał przejść do SK Sturm Graz, lecz zamiast tego 12 lutego Austria Wiedeń poinformowała o jego transferze do Szwajcarskiego FC Sankt Gallen. W Super Lidze zadebiutował 21 lutego 2016 r., zastępując w 65 minucie Mario Mutscha w meczu przeciw FC Luzern. Pierwszego gola w tej lidze strzelił 19 marca tegoż roku w doliczonym czasie meczu przeciw BSC Young Boys Berno. Jego kontrakt jest ważny do 30 czerwca 2017 r.

## Kariera reprezentacyjna
Leitgeb zadebiutował jako reprezentant Austrii 3 czerwca 2009 r. w meczu towarzyskim z Bułgarią, w 62 minucie wchodząc za Guido Burgstallera.